# Комарово (Пожарське сільське поселення)
Комарово (рос. Комарово) — присілок у Бабаєвському районі Вологодської області.
Входить до складу Пожарського сільського поселення, з точки зору адміністративно-територіальногу поділу — до Пожарської сільради.
Відстань по автодорогі до районного центра Бабаєво — 76 км, до центра муніципального утворення села Пожара — 6 км. Найближчі населені пункти — Ананіно, Терьково, Чуніково.
По перепису 2002 року населення — 10 осіб.